# Godło Czarnogóry
Godłem Czarnogóry jest dwugłowy orzeł dynastii Petrović-Niegosz, symbol o bizantyjskim i rzymskim pochodzeniu. Motyw ten był używany już przez średniowiecznych władców księstwa Zety - dynastię Crnojević, a także przez różne inne europejskie rody panujące. Kształt godła Czarnogóry jest podobny do godła Cesarstwa Rosyjskiego, z którym czarnogórscy władcy mieli bliskie związki dynastyczne i polityczne w XIX wieku, gdy zostało ono przyjęte. Na piersi orła umieszczona jest tarcza z lwem, który reprezentuje władzę biskupią i jest biblijnym symbolem zmartwychwstania lub Chrystusa Zwycięzcy - po uzyskaniu niezależności od Serbii w średniowieczu, Czarnogóra była państwem teokratycznym rządzonym przez biskupa Cetynii.

## Historyczne wersje godła

Herb z czasów Królestwa Czarnogóry
Godło jugosłowiańskiej ludowej Czarnogóry
Godło Czarnogóry w ramach Jugosławii (1992–2004)